# Cuba ved sommer-OL 2012
Cuba deltog ved Sommer-OL 2012 i London som blev arrangeret i perioden 27. juli til 12. august 2012. 

## Medaljer
| 2012 London | Guld | Sølv | Bronze | Total |
| Cuba        | 5    | 3    | 6      | 14    |

## Medaljevinderne
| Cuba ved sommer-OL 2012 i London | Cuba ved sommer-OL 2012 i London | Cuba ved sommer-OL 2012 i London | Cuba ved sommer-OL 2012 i London | Cuba ved sommer-OL 2012 i London |
| Medaljer                         | Atlet                            | Sport                            | Øvelse                           | Resultat                         |
| -------------------------------- | -------------------------------- | -------------------------------- | -------------------------------- | -------------------------------- |
| Guld                             | Roniel Iglesias                  | Boksning                         | Super letvægt mænd               |                                  |
| Guld                             | Mijaín López                     | Brydning                         | Græsk-romersk stil 120 kgænd     |                                  |
| Guld                             | Idalys Ortíz                     | Judo                             | +78 kg kvinder                   |                                  |
| Guld                             | Leuris Pupo                      | Skydning                         | 25 m silhuettpistol menn         |                                  |
| Guld                             | Robeisy Ramírez                  | Boksning                         | Fluevægt mænd                    |                                  |
| Sølv                             | Yanet Bermoy                     | Judo                             | -52 kg kvinner                   |                                  |
| Sølv                             | Asley Gonzalez                   | Judo                             | -90 kg mænd                      |                                  |
| Sølv                             | Yarisley Silva                   | Atletik                          | højdespring, damer               | 4,75 meter                       |
| Bronze                           | Lázaro Álvarez                   | Boksning                         | Bantamvægt, mænd                 |                                  |
| Bronze                           | Iván Cambar                      | Vægtløftning                     | 77 kg, mænd                      | 349 kg                           |
| Bronse                           | Robelis Despaigne                | Taekwondo                        | Tungvægt (+80 kg), mænd          |                                  |
| Bronze                           | Liván López                      | Brydning                         | Fri stil stil 66 kg mænd         |                                  |
| Bronze                           | Leonel Suarez                    | Atletik                          | Tikamp, mænd                     | 8523 point                       |
| Bronze                           | Yasniel Toledo                   | Boksning                         | Letvøgy mænd                     |                                  |